# Kašyrskokamiňský rajón
Kašyrskokamiňský rajón (ukrajinsky Камінь-Каширський район) je rajón ve Volyňské oblasti na Ukrajině. Hlavním městem je Kamiň-Kašyrskyj a rajón má přibližně 130 tisíc obyvatel.